# 대한민국 민법 제221조
대한민국 민법 제217조는 자연유수의 승수의무와 권리에 대한 민법조문이다.

## 조문
제221조(자연유수의 승수의무와 권리) ① 토지소유자는 이웃 토지로부터 자연히 흘러오는 물을 막지 못한다.
②고지소유자는 이웃 저지에 자연히 흘러 내리는 이웃 저지에서 필요한 물을 자기의 정당한 사용범위를 넘어서 이를 막지 못한다.